# 中村拓人
中村 拓人（なかむら たくと、2001年3月3日 - ）は、愛知県出身の男子バスケットボール選手である。ポジションはポイントガード。大東文化大学卒業。
兄の中村浩陸もバスケットボール選手。

## 来歴
中部大学第一高校から大東文化大学に進み、2021年1月にレバンガ北海道と特別指定選手として契約。2021年12月に広島ドラゴンフライズと特別指定選手として契約。
2022年12月、広島とプロ契約。
2025年6月、群馬クレインサンダーズに移籍。広島との複数年契約を解除した上での移籍となったため、物議を醸した。

## 経歴
- 中部大第一高 - 大東文化大（北海道（特別指定選手））（広島（特別指定選手）） - 広島 - 群馬